# Hienadź Karpienka
Hienadź Dzmitryjewicz Karpienka (biał. Генадзь Дзмітрыевіч Карпенка, ros. Геннадий Дмитриевич Карпенко, Giennadij Dmitrijewicz Karpienko; ur. 17 września 1949 w Mińsku, zm. 7 kwietnia 1999) – białoruski naukowiec i polityk opozycyjny; badacz technologii nowych materiałów i powłok, doktor nauk technicznych (odpowiednik polskiego stopnia doktora habilitowanego), członek korespondent Narodowej Akademii Nauk Białorusi; zastępca przewodniczącego Rady Najwyższej Republiki Białorusi XIII kadencji, deputowany do Rady Najwyższej XII i XIII kadencji; w latach 1992–1995 przewodniczący Mołodeczańskiego Miejskiego Komitetu Wykonawczego, przewodniczący Partii Zgody Ludowej i zastępca przewodniczącego Zjednoczonej Partii Obywatelskiej. Zdaniem działaczy opozycji zmarł w nie do końca wyjaśnionych okolicznościach, niewykluczone, że w wyniku zabójstwa.

## Życiorys
Urodził się 17 września 1949 roku w Mińsku w Białoruskiej SRR, ZSRR. W 1972 roku ukończył Białoruski Państwowy Instytut Politechniczny. Od 1972 roku pracował w Instytucie Energetyki Jądrowej Akademii Nauk Białoruskiej SRR, był kierownikiem oddziału NDI metalurgii proszków. W latach 1983–1990 pełnił funkcję dyrektora zakładu metalurgii proszków w Mołodecznie. Zajmował się badaniami w dziedzinie technologii nowych materiałów i powłok. W 1990 roku uzyskał stopień doktora nauk technicznych (odpowiednik polskiego stopnia doktora habilitowanego). W 1994 roku został członkiem korespondentem Narodowej Akademii Nauk Białorusi. W 1995 roku był kierownikiem Wydziału Międzynarodowej Akademii Nauk Europa-Azja.
W 1990 został deputowanym do Rady Najwyższej Białoruskiej SRR / Rady Najwyższej Republiki Białorusi XII kadencji. Pełnił w niej funkcję przewodniczącego Stałej Komisji ds. Nauki i Postępu Naukowo-Technicznego. W latach 1992–1995 (według innego źródła – w latach 1991–1994) pełnił funkcję przewodniczącego Mołodeczańczkiego Miejskiego Komitetu Wykonawczego. Do 1995 roku był przewodniczącym Partii Zgody Ludowej, później – zastępcą przewodniczącego Zjednoczonej Partii Obywatelskiej. 
W wyborach parlamentarnych w 1995 roku startował formalnie jako kandydat bezpartyjny. W drugiej turze wyborów uzupełniających 10 grudnia 1995 roku został wybrany na deputowanego do Rady Najwyższej Republiki Białorusi XIII kadencji z maszerauskiego okręgu wyborczego nr 251 miasta Mińska. 19 grudnia 1995 roku został zarejestrowany przez centralną komisję wyborczą, a 9 stycznia 1996 roku zaprzysiężony na deputowanego. Pełnił funkcję zastępcy przewodniczącego Rady Najwyższej. 27 listopada 1996 roku, po dokonanej przez prezydenta Alaksandra Łukaszenkę kontrowersyjnej i częściowo nieuznanej międzynarodowo zmianie konstytucji, nie wszedł w skład utworzonej przez niego Izby Reprezentantów Zgromadzenia Narodowego Republiki Białorusi I kadencji. Zgodnie z Konstytucją Białorusi z 1994 roku jego mandat deputowanego do Rady Najwyższej trwał jednak nadal.
Zmarł 7 kwietnia 1999 roku. Zdaniem wdowy pod nim, Ludmiły Karpienki, a także zdaniem wielu działaczy opozycji, okoliczności śmierci Hienadzia Harpienki nie zostały do końca wyjaśnione i niewykluczone, że jej przyczyną było zabójstwo.

## Odznaczenia
- Nagroda Państwowa Białoruskiej SRR (1986);
- Zasłużony Działacz Nauki Białorusi (1991)[1].